# Bukkake

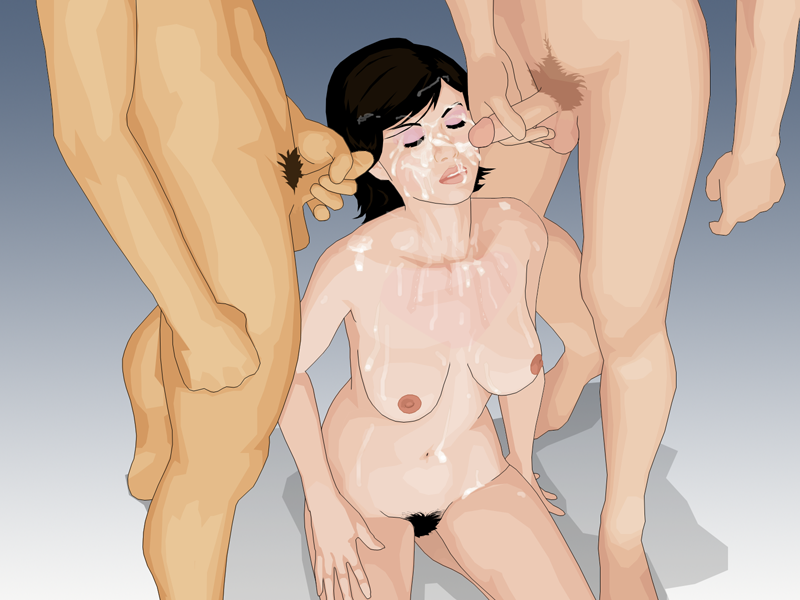
Ilustración de un bukkake con dos varones eyaculando sobre una mujer

Bukkake o bukake es una práctica de sexo en grupo donde una serie de personas se turnan para eyacular sobre una persona, ya sea hombre o mujer.

## Origen
Hay un mito común que sostiene que el origen de esta práctica sexual se remonta a la era dinástica japonesa, cuando se empleaba el bukkake como castigo sexual a una mujer; comúnmente, se usaba esta práctica para castigar delitos de infidelidad. No obstante no existen registros de tal práctica. Durante la era dinástica y feudal, el castigo para el adulterio era la pena capital.
En la modernidad, el bukkake fue popularizado en Japón por varias compañías de vídeos para adultos como milky.tv, Shuttle Japan, Soft On Demand y Moodyz en la primera mitad de los noventa. Se asume que un factor significativo en el desarrollo del bukkake es la obligación de censura del porno en Japón mediante la introducción de mosaicos en las escenas. Como los directores no podían mostrar vello púbico o imágenes de penetración vaginal o anal, tuvieron que inventar nuevas vías visualmente impactantes para satisfacer a la audiencia sin violar las leyes japonesas.

## Etimología
Bukkake es la forma sustantivada del verbo japonés bukkakeru (打っ掛ける), ‘arrojar agua’ o ‘salpicar’; a su vez, puede ser descompuesto en dos verbos: butsu (ぶつ) y kakeru (掛ける). Butsu significa ‘alcanzar’, pero usado como  indica que la acción posterior se realiza completamente. Como kakeru significa ‘regar’ o ‘verter’, es comprensible que en japonés se utilice habitualmente para describir el vertido de agua u otros líquidos en suficiente cantidad como para llenar algo o empaparlo.
Asimismo, bukkake se emplea en Japón para describir un tipo de plato que se prepara al verter caldo caliente sobre fideos, por ejemplo, como bukkake-udon y bukkake-soba.